# كاني ماسي
عين نوني أو كاني ماسي هي إحدى القرى الآشورية التابعة ألى محافظة دهوك في إقليم كردستان العراق. يمكن الوصول إليها من طريقين: الأول قادما من زاخو مرورا بسهل سندي وبيكوفا والثاني قادما من بامرني إلى كاني بلافي وبريفكا.
وتعتبر من الناحية الإدارية تابعة لقضاء العمادية. وسكانها خليط من الاشوريين والأكراد، وتتبعها عدة قرى صغيرة.
وتشتهر بزراعة التفاح والعنب والتين والسفرجل وإنتاج العسل وذات جو صيفي جميل وشتاء قارص البرد حيث ينقطع الطريق إليها بسبب الثلوج.